# Puchar Polski w Koszykówce Mężczyzn 2012/2013
Puchar Polski w Koszykówce Mężczyzn 2012/2013 – 50. edycja turnieju, który miał na celu wyłonienie zdobywcy Pucharu Polski w koszykówce mężczyzn.
Triumfatorem rozgrywek został Trefl Sopot po wygranej w finale 64:59 z AZS Koszalin, natomiast MVP został Adam Waczyński z Trefla Sopot.

## System rozgrywek
24 sierpnia 2012 roku Wydział Sportowy Polskiej Ligi Koszykówki wydał komunikat dotyczący systemu rozgrywek:
- Etap I – Faza Wstępna na szczeblu PLK: w etapie udział bierze 8 drużyn Tauron Basket Ligi z wyjątkiem Asseco Prokomu Gdynia, Trefla Sopot, Stelmetu Zielona Góra i PGE Turowa Zgorzelec, które udział w rozgrywkach rozpoczęły od etapu II. Drużyny rozegrają ze sobą rywalizację systemem mecz i rewanż, a zwycięzcy awansują do drugiej rundy, w której drużyny rozegrają ze sobą rywalizację systemem mecz i rewanż, a zwycięzcy awansują do etapu II. Po zakończeniu etapu I został wyłoniony gospodarz turnieju finałowego, na którego wybrano AZS Koszalin, dzięki czemu mógł grać w turnieju bez konieczności uczestnictwa w etapie II.
- Etap II – Faza Centralna: do etapu przystąpiło 2 drużyny z etapu I, 3 drużyny Intermarché Basket Cup na szczeblu PZKosz oraz PGE Turów Zgorzelec (od pierwszej rundy), Asseco Prokom Gdynia, Trefl Sopot oraz Stelmet Zielona Góra (od drugiej rundy). Zwycięzcy meczów pierwszej rundy awansują do drugiej rundy, którego zwycięzcy meczów awansują do turnieju finałowego.
- Etap III – Turniej finałowy: w turnieju finałowy udział wzięły 3 drużyny, które wygrały mecze w drugiej rundy etapu II oraz gospodarz, AZS Koszalin. Rozegrano półfinały i finał, w którym grali zwycięzcy półfinałów.

## Etap I
Losowanie par odbyło się 26 września 2012 roku podczas Superpucharu Polski 2012 w Zielonej Górze.

### Pierwsza runda
Wyniki
| Drużyna 1                            | Wynik dwumeczu | Drużyna 2                   | Pierwszy mecz | Drugi mecz |
| ------------------------------------ | -------------- | --------------------------- | ------------- | ---------- |
| Energa Czarni Słupsk                 | 184:165        | Rosa Radom                  | 92:76         | 92:89      |
| Jezioro Tarnobrzeg                   | 160:146        | Polpharma Starogard Gdański | 63:62         | 97:84      |
| Kotwica Kołobrzeg                    | 143:149        | AZS Koszalin                | 82:72         | 61:77      |
| Anwil Włocławek                      | 169:159        | Start Gdynia                | 89:83         | 80:76      |
| Po lewej gospodarz pierwszego meczu. |                |                             |               |            |

#### Pierwszy mecz
| 6 listopada 201218:15 | Energa Czarni Słupsk                                                 | 92:76(26:20, 14:16, 23:21, 29:19) | Rosa Radom                                 | Hala Gryfia, Słupsk Sędzia: Piotr Pastusiak, Robert Mordal, Krzysztof Puchałka |
| 6 listopada 201218:15 | Pkt:Dutkiewicz 22 Zb:Dutkiewicz 7 As:Abernethy, Gadri-Nicholson po 5 | 92:76(26:20, 14:16, 23:21, 29:19) | Pkt:Bogdanowicz 20 Zb:Adams 9 As:Kardaś 10 | Hala Gryfia, Słupsk Sędzia: Piotr Pastusiak, Robert Mordal, Krzysztof Puchałka |

| 16 listopada 201219:00 | Jezioro Tarnobrzeg                       | 63:62(9:19, 15:16, 19:14, 20:13) | Polpharma Starogard Gdański                                   | Hala "Wisła", Tarnobrzeg Sędzia: Janusz Calik, Tomasz Trojanowski, Maciej Guzik |
| 16 listopada 201219:00 | Pkt:Dłoniak 19 Zb:Alexander 10 As:Long 3 | 63:62(9:19, 15:16, 19:14, 20:13) | Pkt:Lichodzijewski, McCauley po 14 Zb:McCauley 11 As:Carter 3 | Hala "Wisła", Tarnobrzeg Sędzia: Janusz Calik, Tomasz Trojanowski, Maciej Guzik |

| 7 listopada 201219:00 | Kotwica Kołobrzeg                         | 82:72(31:13, 23:22, 10:14, 18:23) | AZS Koszalin                             | Hala Milenium, Kołobrzeg Sędzia: Artur Fiedler, Damian Ottenburger, Łukasz Andrzejewski |
| 7 listopada 201219:00 | Pkt:Arabas 24 Zb:Bolden 12 As:Jefferson 7 | 82:72(31:13, 23:22, 10:14, 18:23) | Pkt:Robinson 16 Zb:Harris 6 As:Kuebler 3 | Hala Milenium, Kołobrzeg Sędzia: Artur Fiedler, Damian Ottenburger, Łukasz Andrzejewski |

| 21 listopada 201218:00 | Anwil Włocławek                                         | 89:83(23:20, 15:24, 26:20, 25:19) | Start Gdynia                                | Hala Mistrzów, Włocławek Sędzia: Dariusz Zapolski, Mariusz Adameczek, Mariusz Nawrocki |
| 21 listopada 201218:00 | Pkt:Szubarga 22 Zb:trzech zawodników po 4 As:Szubarga 8 | 89:83(23:20, 15:24, 26:20, 25:19) | Pkt:Kucharek 14 Zb:Rothbart 13 As:Malczyk 3 | Hala Mistrzów, Włocławek Sędzia: Dariusz Zapolski, Mariusz Adameczek, Mariusz Nawrocki |

#### Rewanż
| 14 listopada 201218:00 | Start Gdynia                                | 76:80(20:31, 23:19, 17:13, 16:17) | Anwil Włocławek                                      | Hala GOSiR, Gdynia Sędzia: Dariusz Szczerba, Tomasz Tomaszewski, Adam Wierzman |
| 14 listopada 201218:00 | Pkt:Rothbart 27 Zb:Rothbart 12 As:Mordzak 3 | 76:80(20:31, 23:19, 17:13, 16:17) | Pkt:Szubarga, Weeden po 14 Zb:Hajrić 6 As:Szubarga 7 | Hala GOSiR, Gdynia Sędzia: Dariusz Szczerba, Tomasz Tomaszewski, Adam Wierzman |

| 14 listopada 201218:00 | Rosa Radom                                          | 89:92(16:24, 27:16, 25:29, 21:23) | Energa Czarni Słupsk                                    | Radomskie Centrum Sportu, Radom Sędzia: Maciej Kotulski, Grzegorz Dziopak, Mariusz Nawrocki |
| 14 listopada 201218:00 | Pkt:Zalewski 15 Zb:Bogavac, Nikiel po 7 As:Kardaś 4 | 89:92(16:24, 27:16, 25:29, 21:23) | Pkt:Kostrzewski 23 Zb:Gadri-Nicholson 9 As:Dutkiewicz 5 | Radomskie Centrum Sportu, Radom Sędzia: Maciej Kotulski, Grzegorz Dziopak, Mariusz Nawrocki |

| 14 listopada 201219:00 | AZS Koszalin                                                     | 77:61(15:9, 18:18, 21:13, 23:21) | Kotwica Kołobrzeg                                                    | HWS Koszalin, Koszalin Sędzia: Jakub Zamojski, Marcin Bieńkowski, Robert Zieliński |
| 14 listopada 201219:00 | Pkt:Harris, Kuebler po 15 Zb:Harris 8 As:Henry, Skibniewski po 3 | 77:61(15:9, 18:18, 21:13, 23:21) | Pkt:Bolden, Zyskowski po 10 Zb:trzech zawodników po 5 As:Jefferson 4 | HWS Koszalin, Koszalin Sędzia: Jakub Zamojski, Marcin Bieńkowski, Robert Zieliński |

| 17 listopada 201218:00 | Polpharma Starogard Gdański                                              | 84:97(24:13, 15:24, 27:23, 18:37) | Jezioro Tarnobrzeg                          | Hala im. Andrzeja Grubby, Starogard Gdański Sędzia: Roman Putyra, Marcin Koralewski, Michał Chrakowiecki |
| 17 listopada 201218:00 | Pkt:Majewski 20 Zb:Białek, McCauley po 7 As:Nowakowski, Szymkiewicz po 4 | 84:97(24:13, 15:24, 27:23, 18:37) | Pkt:Dłoniak 31 Zb:Przybyszewski 8 As:Long 9 | Hala im. Andrzeja Grubby, Starogard Gdański Sędzia: Roman Putyra, Marcin Koralewski, Michał Chrakowiecki |

### Druga runda
Wyniki
| Drużyna 1                            | Wynik dwumeczu | Drużyna 2            | Pierwszy mecz | Drugi mecz |
| ------------------------------------ | -------------- | -------------------- | ------------- | ---------- |
| Anwil Włocławek                      | 150:140        | Energa Czarni Słupsk | 86:74         | 64:66      |
| AZS Koszalin                         | 160:151        | Jezioro Tarnobrzeg   | 80:66         | 80:85      |
| Po lewej gospodarz pierwszego meczu. |                |                      |               |            |

#### Pierwszy mecz
| 5 grudnia 201218:00 | Anwil Włocławek                           | 86:74(18:25, 23:21, 21:14, 24:14) | Energa Czarni Słupsk                                                                 | Hala Mistrzów, Włocławek Sędzia: Marek Maliszewski, Paweł Białas, Marek Czernek |
| 5 grudnia 201218:00 | Pkt:Ginyard 20 Zb:Boykin 10 As:Szubarga 8 | 86:74(18:25, 23:21, 21:14, 24:14) | Pkt:Gadri-Nicholson, Tomaszek po 19 Zb:Gadri-Nicholson 13 As:Brandwein, Knutson po 4 | Hala Mistrzów, Włocławek Sędzia: Marek Maliszewski, Paweł Białas, Marek Czernek |

| 23 grudnia 201217:00 | AZS Koszalin                               | 80:66(24:18, 15:18, 22:22, 19:8) | Jezioro Tarnobrzeg                             | HWS Koszalin, Koszalin Sędzia: Marcin Kowalski, Dariusz Lenczowski, Michał Chrakowiecki |
| 23 grudnia 201217:00 | Pkt:Harris 29 Zb:Harris 9 As:Skibniewski 8 | 80:66(24:18, 15:18, 22:22, 19:8) | Pkt:Dłoniak 15 Zb:Przybyszewski 8 As:Dłoniak 3 | HWS Koszalin, Koszalin Sędzia: Marcin Kowalski, Dariusz Lenczowski, Michał Chrakowiecki |

#### Rewanż
| 12 grudnia 201218:15 | Energa Czarni Słupsk                                                | 66:64(22:22, 14:17, 17:17, 13:8) | Anwil Włocławek                                    | Hala Gryfia, Słupsk Sędzia: Andrzej Zalewski, Damian Ottenburger, Łukasz Andrzejewski |
| 12 grudnia 201218:15 | Pkt:Kostrzewski 21 Zb:Dabkus, Tomaszek po 8 As:Dabkus, Knutson po 3 | 66:64(22:22, 14:17, 17:17, 13:8) | Pkt:Szubarga 18 Zb:Boykin, Hajrić po 5 As:Weeden 4 | Hala Gryfia, Słupsk Sędzia: Andrzej Zalewski, Damian Ottenburger, Łukasz Andrzejewski |

| 16 grudnia 201218:00 | Jezioro Tarnobrzeg                       | 85:80(15:22, 23:20, 24:17, 23:21) | AZS Koszalin                                                | Hala "Wisła", Tarnobrzeg Sędzia: Janusz Calik, Grzegorz Dziopak, Mariusz Nawrocki |
| 16 grudnia 201218:00 | Pkt:Alexander 19 Zb:Tiller 6 As:Tiller 6 | 85:80(15:22, 23:20, 24:17, 23:21) | Pkt:Wiśniewski 17 Zb:Mielczarek 9 As:Henry, Wiśniewski po 3 | Hala "Wisła", Tarnobrzeg Sędzia: Janusz Calik, Grzegorz Dziopak, Mariusz Nawrocki |

## Etap II
Losowanie par odbyło się 2 stycznia 2013 roku w siedzibie Polskiej Ligi Koszykówki w Warszawie.

### Pierwsza runda
| 16 stycznia 201318:00 | MOSiR Krosno                                                 | 69:87(16:25, 20:22, 20:22, 13:18) | Jezioro Tarnobrzeg                                 | Hala MOSiR, Krosno Sędzia: Dariusz Lenczowski, Tomasz Trojanowski, Marek Czernek |
| 16 stycznia 201318:00 | Pkt:Oczkowicz 13 Zb:Salamonik 7 As:Glapiński, Łączyński po 5 | 69:87(16:25, 20:22, 20:22, 13:18) | Pkt:Tiller 20 Zb:Doaks 7 As:Alexander, Tiller po 4 | Hala MOSiR, Krosno Sędzia: Dariusz Lenczowski, Tomasz Trojanowski, Marek Czernek |

| 16 stycznia 201319:30 | WKS Śląsk Wrocław                        | 74:83(28:21, 11:22, 21:13, 14:27) | Anwil Włocławek                           | Hala „Orbita”, Wrocław Sędzia: Marcin Kowalski, Robert Mordal, Krzysztof Puchałka |
| 16 stycznia 201319:30 | Pkt:Kikowski 28 Zb:Sulima 7 As:Flieger 8 | 74:83(28:21, 11:22, 21:13, 14:27) | Pkt:Szubarga 22 Zb:Boykin 7 As:Szubarga 7 | Hala „Orbita”, Wrocław Sędzia: Marcin Kowalski, Robert Mordal, Krzysztof Puchałka |

| 24 stycznia 201318:00 | AZS WSGK Polfarmex Kutno                      | 73:103(24:24, 17:27, 19:22, 13:30) | PGE Turów Zgorzelec                             | Hala SP nr 9, Kutno Sędzia: Tomasz Kudlicki, Marcin Bieńkowski, Robert Zieliński |
| 24 stycznia 201318:00 | Pkt:Dłuski, Rduch po 16 Zb:Dłuski 6 As:Bręk 6 | 73:103(24:24, 17:27, 19:22, 13:30) | Pkt:Opačak 22 Zb:Jackson, Kulig po 6 As:Mićić 7 | Hala SP nr 9, Kutno Sędzia: Tomasz Kudlicki, Marcin Bieńkowski, Robert Zieliński |

### Druga runda
| 6 lutego 201318:00 | Anwil Włocławek                                        | 72:79(18:21, 15:25, 24:14, 15:19) | Trefl Sopot                             | Hala Mistrzów, Włocławek Sędzia: Marek Maliszewski, Dariusz Szczerba, Karol Nowak |
| 6 lutego 201318:00 | Pkt:Weeden 14 Zb:Hajrić, Sokołowski po 7 As:Szubarga 6 | 72:79(18:21, 15:25, 24:14, 15:19) | Pkt:Špralja 24 Zb:Špralja 7 As:Turner 7 | Hala Mistrzów, Włocławek Sędzia: Marek Maliszewski, Dariusz Szczerba, Karol Nowak |

| 6 lutego 201319:00 | Stelmet Zielona Góra                 | 74:83(18:20, 24:25, 14:28, 18:10) | Asseco Prokom Gdynia                              | Hala MOSiR, Zielona Góra Sędzia: Janusz Calik, Piotr Pastusiak, Maciej Kotulski |
| 6 lutego 201319:00 | Pkt:Stević 17 Zb:Stević 9 As:Hodge 7 | 74:83(18:20, 24:25, 14:28, 18:10) | Pkt:Mahalbašić 19 Zb:Mahalbašić 11 As:Koszarek 10 | Hala MOSiR, Zielona Góra Sędzia: Janusz Calik, Piotr Pastusiak, Maciej Kotulski |

| 6 lutego 201319:00 | Jezioro Tarnobrzeg                        | 79:88(28:22, 21:23, 16:24, 14:19) | PGE Turów Zgorzelec                         | Hala "Wisła", Tarnobrzeg Sędzia: Tomasz Kudlicki, Marcin Bieńkowski, Michał Chrakowiecki |
| 6 lutego 201319:00 | Pkt:Dłoniak 26 Zb:Alexander 8 As:Tiller 5 | 79:88(28:22, 21:23, 16:24, 14:19) | Pkt:Robinson 14 Zb:Robinson 6 As:Robinson 5 | Hala "Wisła", Tarnobrzeg Sędzia: Tomasz Kudlicki, Marcin Bieńkowski, Michał Chrakowiecki |

## Final Four
Losowanie par odbyło się 2 stycznia 2013 roku w siedzibie Polskiej Ligi Koszykówki w Warszawie. Turniej odbył się w okresie 9–10 lutego 2014 roku w HWS Koszalin w Koszalinie.
|  |                     |                     |              |              |    |             |             |       |
|  | Półfinały           | Półfinały           | Półfinały    |              |    | Finał       | Finał       | Finał |
|  | Półfinały           | Półfinały           | Półfinały    |              |    | Finał       | Finał       | Finał |
|  |                     |                     |              |              |    |             |             |       |
|  |                     |                     |              |              |    |             |             |       |
|  | PGE Turów Zgorzelec | PGE Turów Zgorzelec | 76           |              |    |             |             |       |
|  | PGE Turów Zgorzelec | PGE Turów Zgorzelec | 76           |              |    |             |             |       |
|  | Trefl Sopot         | Trefl Sopot         | 90           |              |    |             |             |       |
|  | Trefl Sopot         | Trefl Sopot         | 90           |              |    | Trefl Sopot | Trefl Sopot | 64    |
|  |                     |                     |              |              |    | Trefl Sopot | Trefl Sopot | 64    |
|  |                     |                     | AZS Koszalin | AZS Koszalin | 59 |             |             |       |
|  | AZS Koszalin        | AZS Koszalin        | AZS Koszalin | AZS Koszalin | 59 | 82          |             |       |
|  | AZS Koszalin        | AZS Koszalin        |              |              |    |             |             |       |
|  | Suzuki Arka Gdynia  | Suzuki Arka Gdynia  | 75           |              |    |             |             |       |
|  | Suzuki Arka Gdynia  | Suzuki Arka Gdynia  | 75           |              |    |             |             |       |
|  |                     |                     |              |              |    |             |             |       |

### Półfinały
| 9 lutego 201317:30 | PGE Turów Zgorzelec                              | 76:90(21:28, 18:20, 16:18, 21:24) | Trefl Sopot                                   | HWS Koszalin, Koszalin Sędzia: Tomasz Trawicki, Artur Fiedler, Roman Putyra |
| 9 lutego 201317:30 | Pkt:Kulig 20 Zb:Chyliński, Mićić po 5 As:Mićić 5 | 76:90(21:28, 18:20, 16:18, 21:24) | Pkt:Waczyński 24 Zb:Waczyński 8 As:Michalak 2 | HWS Koszalin, Koszalin Sędzia: Tomasz Trawicki, Artur Fiedler, Roman Putyra |

| 9 lutego 201320:00 | AZS Koszalin                                             | 82:75(23:19, 13:11, 19:19, 27:26) | Suzuki Arka Gdynia                                     | HWS Koszalin, Koszalin Sędzia: Marek Ćmikiewicz, Andrzej Zalewski, Damian Ottenburger |
| 9 lutego 201320:00 | Pkt:Wiśniewski 17 Zb:Bigus 8 As:Miličić, Wiśniewski po 5 | 82:75(23:19, 13:11, 19:19, 27:26) | Pkt:Zamojski 17 Zb:Ponitka 8 As:trzech zawodników po 2 | HWS Koszalin, Koszalin Sędzia: Marek Ćmikiewicz, Andrzej Zalewski, Damian Ottenburger |

### Finał
| 10 lutego 201317:30 | Trefl Sopot                                         | 64:59(11:14, 17:12, 19:10, 17:23) | AZS Koszalin                                   | HWS Koszalin, Koszalin Sędzia: Marek Ćmikiewicz, Andrzej Zalewski, Damian Ottenburger |
| 10 lutego 201317:30 | Pkt:Turner 18 Zb:Turner 8 As:Turner, Waczyński po 3 | 64:59(11:14, 17:12, 19:10, 17:23) | Pkt:Bennerman 18 Zb:Leończyk 7 As:Wiśniewski 5 | HWS Koszalin, Koszalin Sędzia: Marek Ćmikiewicz, Andrzej Zalewski, Damian Ottenburger |